# Káhirská deklarace

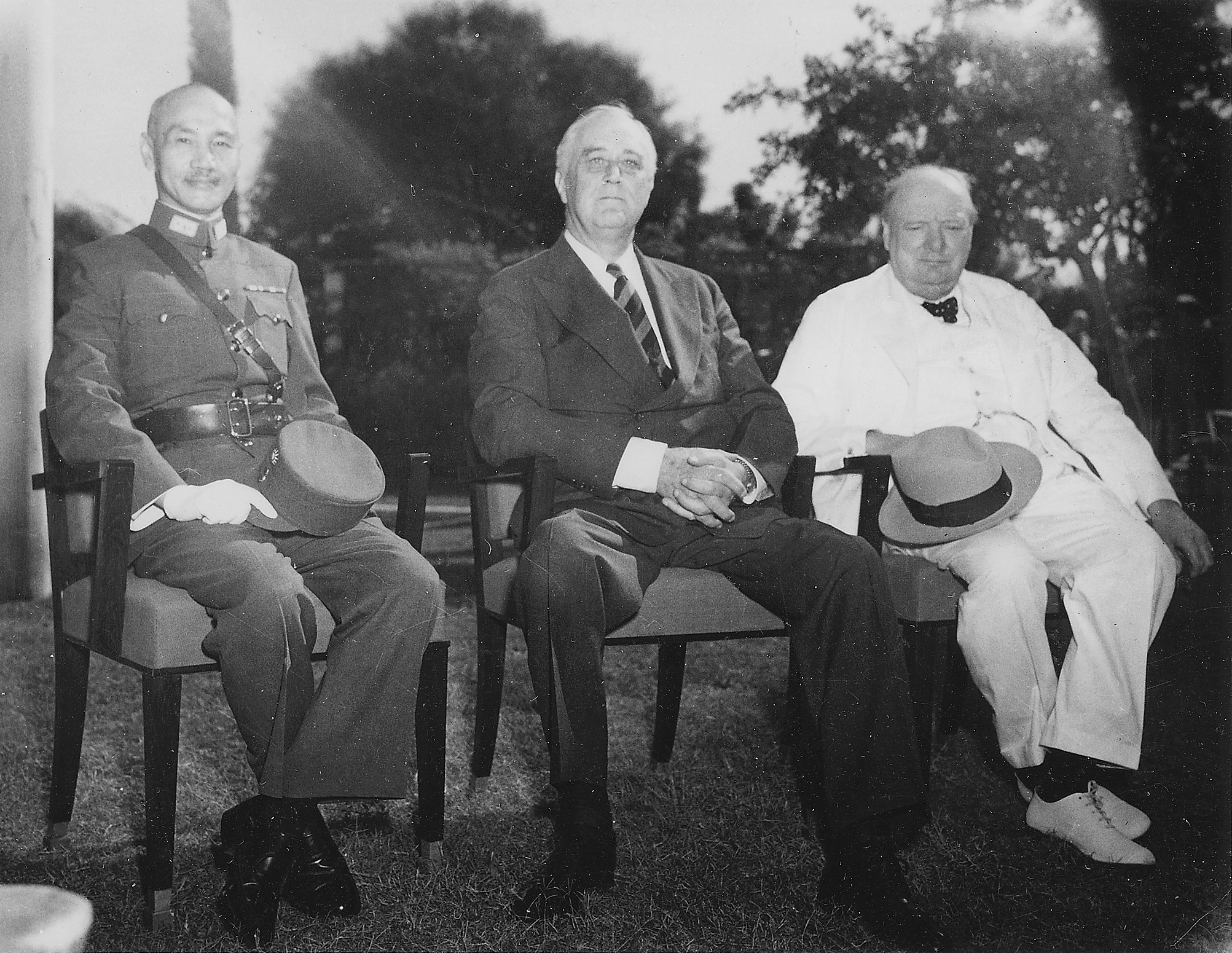
Zleva: Čankajšek, Roosevelt a Churchill na Káhirské konferenci

Káhirská deklarace je prohlášení Spojených států, Spojeného království a Číny o cílech války proti Japonsku a je výsledkem Káhirské konference, která se uskutečnila v egyptské Káhiře 27. listopadu 1943. Zúčastnili se jí americký prezident Roosevelt, britský premiér Churchill a čínský generalissimus Čankajšek.
Káhirské komuniké bylo vysíláno rozhlasem 1. prosince 1943. Na káhirskou deklaraci se v článku 8 odvolává Postupimská deklarace.

## Obsah
Hlavní body dokumentu jsou:
- Spojenci nebojují proti Japonsku kvůli své územní rozpínavosti.
- Spojenci jsou odhodláni vyvinout na Japonsko trvalý vojenský tlak, dokud nebude souhlasit s bezpodmínečnou kapitulací.
- Japonsku budou odejmuty veškeré ostrovy, které získalo v Tichém oceánu od počátku první světové války v r. 1914.
- Veškerá území, které Japonsko zabralo Číně, jako Mandžusko, Tchaj-wan a Pescadorské ostrovy, jí budou navráceny.
- Spojenci se rozhodli, že Korea se osvobodí a bude samostatná.
- Japonsko bude vyhnáno ze všech území, které násilně získalo.

## Právní účinnost
Káhirská deklarace byla prohlášení o úmyslech. Spojenci jím nikterak neuznali, že by se dotýkalo převedení suverenity Tchaj-wanu na Čínu.